# Jürgen Ahsbas
Jürgen Ahsbas (* 12. Januar 1766 in Steinburg; † 1849 in Böhmen) war ein deutscher Pferdehändler.

## Leben und Wirken
Die Vorfahren Jürgen Ahsbas stammten ursprünglich aus dem Kirchspiel Heiligenstedten, wo sie seit Mitte des 17. Jahrhunderts lebten. Der Großvater Jürgen Ahsbas zog nach dem Tod seiner Ehefrau nach Steinburg. Jürgen Ahsbas hatte einen gleichnamigen Vater (1734–1818), eine Mutter namens Margaretha, geborene Dorns (1747–1818) und acht Geschwister, darunter Johann Ahsbahs.
Jürgen Ahsbas folgte dem Vorbild seines Vaters und arbeitete als Pferdehändler. Arbeitspferde aus dieser Region galten, insbesondere nach den Befreiungskriegen, als die besten Kutschpferde aus europäischer Zucht. Zahlreiche Pferde wurden nach Italien und Böhmen verkauft. Ahbas erwarb in den Elbmarschen Holsteinische Wallache, die er nach Böhmen exportierte. Dadurch kam er zu einem großen Vermögen, mit dem er das Rittergut Zdiby erwarb, wohin er zog.
An seinem neuen Wohnsitz nahe Prag heiratete er die adlige Anna Przibislawsky. Das Ehepaar bekam vier Söhne und zwei Töchter. Sein Bruder Lütje (1783–1884) zog später ebenfalls in die Gegend und heiratete in das Adelsgeschlecht Przibislawsky. Er importierte hier Holsteinische Kutschpferde, die ihm Reichtum und großes Ansehen einbrachten.
Jürgen Ahsbas’ Sohn Friedrich (1810–1879) wurde österreichischer Generalmajor und 1852 als Ritter Ahsbas von der Lanze geadelt; sein anderer Sohn Ludwig wurde ebenfalls österreichischer Offizier und starb als Major 1858.
Ein weiterer Ludwig Ahsbas (* 25. Juni 1823), Posthalter, Realitätenbesitzer und Bürgermeister in Brandeis an der Elbe, wurde 1874 als Ashbas Edler von Ravenna geadelt. Ludwig Ahsba(h)s ist das vierte von fünf Kindern des Bruders Lütje ("Ludwig") Ahsbahs sowie von Leopoldine Ahsbahs geb. Przibislawsky (1790–1843).